# Jean-Baptiste-Antoine Lassus
Jean-Baptiste-Antoine Lassus (Parigi, 19 marzo 1807 – Vichy, 15 luglio 1857) è stato un architetto e restauratore francese, specialista in architettura medievale.
Lassus è stato il primo ad applicare allo studio di edifici medievali una metodologia d'indagine di tipo archeologico e a combinare questo approccio con lo studio dei testi antichi, intrecciando ricerca archeologica e pratica di restauro architettonico e intervenendo su numerosi importanti monumenti: la Sainte-Chapelle, Notre-Dame, Saint-Séverin e Saint-Germain-l'Auxerrois, e poi le cattedrali di Chartres e di Le Mans, nonché molti edifici in Bretagna.
Applicò i risultati di queste ricerche anche nella costruzione di nuove chiese (Saint-Nicolas a Nantes, Sacré-Cœur a Moulins, Saint-Pierre a Digione, Saint-Saturnin a Cusset, Saint-Jean-Baptiste a Belleville, una delle prime chiese neogotiche costruite a Parigi), nella realizzazione di monumenti civili e anche nel campo delle arti decorative.

## Biografia
L'istruzione di Lassus avvenne al Collège Stanislas . Adolescente, studiò disegno con Christophe Civeton, pittore paesaggista e litografo; nel 1828 fu ammesso all'École nationale supérieure des beaux-arts, dove seguì i corsi dell'architetto Hippolyte Le Bas, ma, insoddisfatto dello stile neoclassico che dominava nella scuola, l'abbandonò divenendo allievo di Henri Labrouste. 
Tra il 1833 e il 1836 partecipa diverse volte al Salon: nel 1833 con un progetto di recupero del padiglione centrale delle Tuileries sulla base dei progetti di Philibert Delorme; nel 1835 con un progetto di restauro della Sainte-Chapelle che ottiene una medaglia di seconda classe; nel 1836 con un nuovo progetto di restauro per il refettorio del priorato di Saint-Martin-des-Champs.
Muore a cinquant'anni, nel 1857, e gli vengono tributati funerali solenni a Notre-Dame. La sua tomba, nel Cimetière Saint-Louis de Versailles è progettata da Viollet-le-Duc.

## Opere

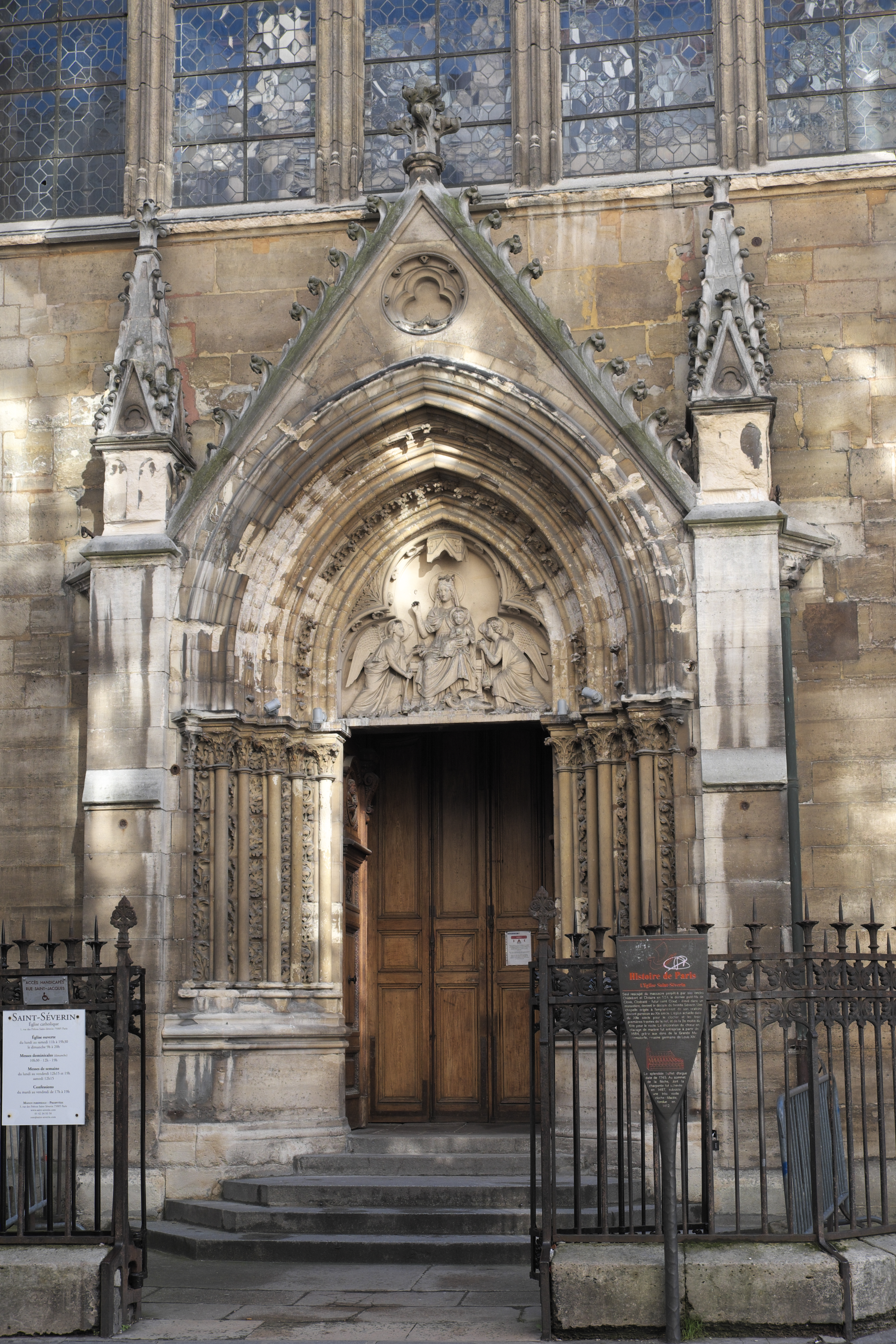
Saint-Séverin, portale

Nel 1836 viene nominato primo ispettore del cantiere di restauro della Sainte-Chapelle, con Félix Duban.
A trent'anni, nel 1837, arriva il primo incarico importante: Lassus restaura la facciata della chiesa di Saint-Séverin installandovi il portale della chiesa di Saint-Pierre-aux-Bœufs, del XIII secolo, distrutta per l'apertura della rue d'Arcole; anni dopo, nel 1845, affiderà al mastro ferraio Pierre Boulanger la realizzazione delle bandelle in ferro battuto del portale di S. Martino e della porta d'accesso al giardino.
Nel 1838 è ispettore dei lavori di restauro della chiesa di Saint-Germain-l'Auxerrois con Hippolyte Godde. 

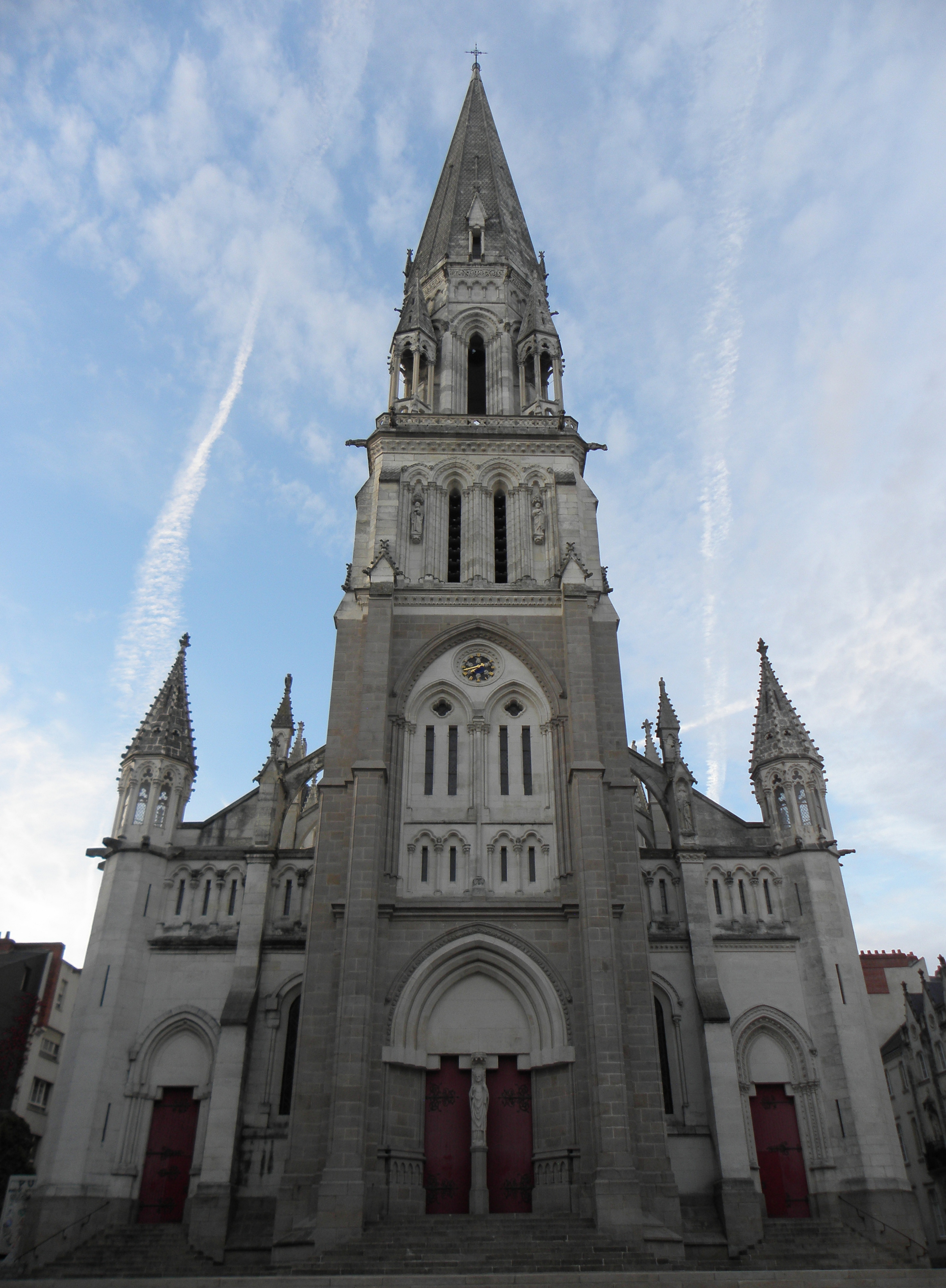
la basilica di Saint-Nicolas a Nantes

Nel 1840 viene interpellato per la ricostruzione ex novo della chiesa di Saint-Nicolas a Nantes. La posa della prima pietra, sul progetto di Lassus, avviene nel 1844 e l'inaugurazione nel 1869, dopo la sua morte. 
Nel 1841 presenta un progetto per la realizzazione della tomba di Napoleone e realizza, nella chiesa di Saint-Roch, il monumento funebre di Charles-Michel de l'Épée, precursore dell'istruzione dei sordi e fondatore della lingua dei segni.
Dal 1843 (e forse già dal 1840) al 1846 è ispettore dei lavori di ampliamento del Palazzo di Giustizia di Parigi; lo stesso anno inizia missioni d'ispezione per i monumenti storici in Bretagna, che proseguiranno negli anni successivi, e partecipa, con Viollet-le-Duc, al concorso per il restauro di Notre-Dame de Paris; l'anno successivo i due ottengono l'incarico.
Nel 1845 costruisce un piccolo seminario nel luogo dell'attuale n. 19 di rue Notre-Dame-des-Champs, che sarà demolito nel 1914.

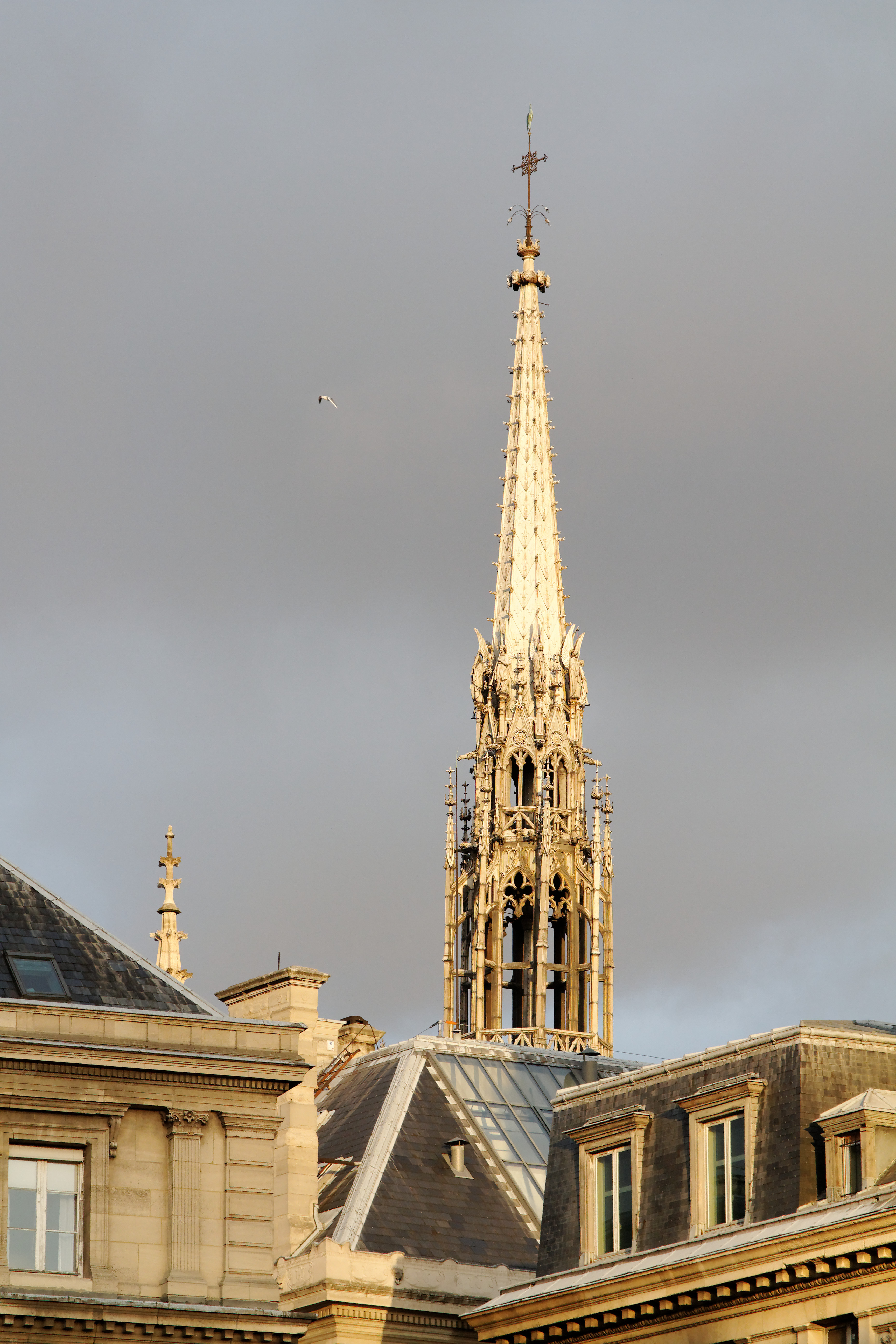
La flèche della Sainte-Chapelle

Nel 1848 svolge una perizia sulla Cattedrale di Nantes e viene nominato architetto diocesano di Chartres e di Le Mans. L'anno dopo Félix Duban, architetto restauratore della Sainte-Chapelle, lascia l'incarico per dedicarsi al restauro della Galleria di Apollo al Louvre, e Lassus gli subentra nella direzione del cantiere. Il progetto portante del restauro è la costruzione di una nuova flèche, in sostituzione dell'ultima costruita nel 1671 ancora in stile gotico. Lassus la disegna tra il 1850 e il 1853, imitando lo stile gotico flamboyant, e riconoscendo egli stesso che si tratta di una ri-creazione, piuttosto che di una ricostruzione, per la cui documentazione esisteva anche poco materiale iconografico.
Nel 1849 ottiene l'incarico di costruire a Moulins una nuova chiesa dedicata al Sacro Cuore (prima in Francia a questo titolo); in questa occasione il progetto neogotico di Lassus sostituisce quello neoromanico presentato da Esmonnot; la chiesa viene terminata dopo la morte del suo architetto, nel 1869. Sempre a Moulins progetta e inizia el 1852 l'ampliamento della cattedrale; i lavori verranno conclusi, dopo la sua morte, da Eugène Millet e Paul Selmersheim.
Nel 1850 progetta la chiesa di Saint-Pierre, a Digione, che sarà completata nel 1858.
Nel 1853 comincia gli studi per quella che sarà la sua ultima opera, la chiesa di San Giovanni Battista a Belleville.
Nel 1855 partecipa al concorso per la costruzione della Cattedrale di Lilla, dove ottiene solo il terzo posto. Viene però incaricato della ricostruzione della chiesa di San Saturnino a Cusset. L'opera verrà conclusa, sul suo progetto, nel 1867.